# Einar Törnqvist
Per Einar Gustaf Törnqvist, född 8 april 1891 i Mjölby församling, Östergötlands län, död 7 september 1959 i Uppsala församling i Uppsala län, var en svensk skolman och språkvetare.
Einar Törnqvist var son till disponenten August Törnqvist och Hildur Welander. Efter studentexamen i Norrköping 1910 och akademiska studier blev han filosofie magister 1915 och filosofie licentiat vid Uppsala universitet 1922 samt gjorde provår vid Lunds högre allmänna läroverk 1929.
Han var lärare vid Mjölby privata samskola 1913–1914, extra lärare i Härnösand 1916–1917, partiellt vikarierande lektor vid Uppsala folkskoleseminarium 1920–1921, lektor i svenska språket vid universitetet i Leipzig 1922–1924, extra ordinarie ämneslärare i Trollhättan 1924–1925, vid Karlskrona skeppsgosseskola 1925–1926, extra lärare och timlärare vid Lunds privata elementarskola 1926–1929, vikarierande lektor vid Linköpings folkskoleseminarium 1930, adjunkt i Uppsala 1930, rektor i Laholm 1933–1945 samt adjunkt i modersmål och engelska vid Försvarets läroverk i Uppsala från 1946. 1953 disputerade han vid Uppsala universitet på en avhandling om den östgötska dialekten.
Han var timlärare vid Arméns underofficerskola (AUS) i Uppsala 1930–1933 och skolöverstyrelens ombud vid realexamineringar vid Uppsala högre elementarläroverk och gymnasium för flickor 1933. Han var förste kurator för Östgöta nation i Uppsala 1918. Törnqvist bedrev språkstudier vid resor företagna till Tyskland 1912 och 1922 samt till England 1932 då han även studerade pedagogik. Han bedrev också dialektstudier i alla delar av Östergötland under ett tiotal år.
Han gifte sig 1924 med Marit Sjövall (1901–1945) och fick sönerna Bengt (född 1925) och Egil Törnqvist (1932–2015). Vidare är han genom den sistnämnde farfar till illustratören Marit Törnqvist.
Einar Törnqvist är begravd på Uppsala gamla kyrkogård.